# 斯坦福·摩尔
斯坦福·摩尔（Stanford Moore，1913年9月4日—1982年8月23日），美国生物化学家，1972年获诺贝尔化学奖。